# Janetiella euphorbiae
Janetiella euphorbiae är en tvåvingeart som beskrevs av Stefani 1908. Janetiella euphorbiae ingår i släktet Janetiella och familjen gallmyggor. Inga underarter finns listade i Catalogue of Life.